# Inga odoratissima
Inga odoratissima är en ärtväxtart som beskrevs av Adolpho Ducke. Inga odoratissima ingår i släktet Inga och familjen ärtväxter. Inga underarter finns listade i Catalogue of Life.